# Sandra Montiel
Sandra Montiel (Melilla, c. 1950 - Torremolinos, 28 de mayo de 2023), a veces llamada Sandra Almodóvar, fue una artista e imitadora española, conocida por sus interpretaciones de temas de la cantante Sara Montiel.

## Biografía
Montiel nació en la ciudad de Melilla en la década de 1950. Con catorce años de edad abandonó su ciudad natal y viajó a Málaga, donde realizó trabajos esporádicos en la hostelería e inició una carrera artística. En la década de 1960 fue parte del oasis de libertad que significó el Pasaje Begoña en Torremolinos, donde también vivió la gran redada de ese municipio malagueño. En la década de 1970 fue procesada por la Ley de vagos y maleantes, por lo que fue encarcelada en la prisión de Badajoz, donde sufrió abusos por parte de los funcionarios de prisiones.
Posteriormente, ya en libertad, desarrolló una carrera artística en Torremolinos como imitadora de Sara Montiel, con quien mantuvo una amistad. Realizó apariciones en películas como La mala educación, de Pedro Almodóvar (por lo que empezó a ser conocida ocasionalmente como Sandra Almodóvar), o La vida Chipén, de Vanesa Benítez Zamora. En 2005 fue protagonista del documental Sandra o Luis de Janis Ozolins-Ozols, que obtuvo el Premio del público a mejor documental y finalista a mejor película en la 11.ª edición de LesGaiCineMad.
En 2015 participó en el videoclip de «Chueca es genial» de la drag queen Kika Lorace, con quien también participó en 2021 en un evento del Orgullo del Museo Arqueológico Benahoarita (La Palma). Además, ese año fue condecorada con la Medalla de Honor de Torremolinos.
En 2023 fue homenajeada por la drag queen Kelly Roller en la tercera temporada del concurso de telerrealidad Drag Race España. En ese mismo año, la artista drag publicó «Absolutamente», una canción a dúo con Montiel cuyo videoclip se estrenó días antes del fallecimiento de Sandra. Sandra falleció en Torremolinos el 28 de mayo de 2023.

## Filmografía
- Sara una estrella (2002)
- La mala educación (2004)
- Sandra o Luis (2005)
- La vida Chipén (2021)

## Premios
- Medalla de Honor de Torremolinos (2021)